# Тимчасовий шлюб
Тимчасовий шлюб, мут'а (араб. نكاح المتعة, кириліз.: шлюб для задоволення чи тимчасовий шлюб, латиніз. ніках аль-мут’аنكاح المتعةараб. نكاح المتعة, кириліз.: шлюб для задоволення чи тимчасовий шлюб, латиніз. ніках аль-мут’а, сиге (перс. سيغهسيغه‎, English: wedlease) — форма шлюбу в ісламі, що укладається на певний строк.
Тимчасовий шлюб дозволений у шиїтів і заборонений у сунітів. Такий шлюб визначається парою за взаємною домовленістю на якийсь термін. При цьому в договорі обумовлюється утримання дружини замість махра і винагороду при розірванні шлюбу.

## Термін
Для позначення тимчасового шлюбу використовується термін «мут'а». Деколи тимчасовий шлюб називають також сига від назви шлюбно-договірної формули, що обумовлює умови вступу в шлюб.
Слово «мута» в ісламі має також значення компенсації нареченій у разі відмови від шлюбу після того, як були досягнуті домовленості про майбутнє весілля (хитба). В цьому випадку форма і розмір компенсації визначається за угодою сторін, або у разі розбіжностей визначається мусульманським суддею (каді).

## Права жінки, яка вступила в тимчасовий шлюб
Жінка, яка перебуває у тимчасовому шлюбі, прирівнюється до звичайної дружини, якій виплачується махр (подарунок чоловіка). Її діти є законними, на неї поширюються обов'язки одруженої жінки. Після закінчення термін тимчасового шлюбу вона зобов'язана витримати певний строк до вступу в новий шлюб (идда). При бажанні подружжя вони можуть продовжувати тимчасовий шлюб після закінчення його терміну необмежену кількість разів, і якщо мова йде про одного й того ж чоловіка, идда не потрібна. Крім того, після закінчення терміну мут'а вони також можуть укласти постійний шлюб.

## Трактування тимчасового шлюбу у сунітів і шиїтів
Згідно з сунітською точкою зору, такий шлюб існував серед арабів до ісламу часів невігластва (джагілія), в той час як за шиїтської версії цей вид шлюбу узаконений шаріатом. У останніх тимчасовий шлюб практикується донині, і кількість таких шлюбів у шиїтів не обмежена.
Як у шиїтів, так і в сунітських джерелах зафіксовано той факт, що тимчасовий шлюб був дозволений і практикувався мусульманами в часи пророка Мухаммеда і перших двох халіфів, Абу Бакра і Умар. Суніти стверджують, що тимчасовий шлюб був скасований самим пророком Мухаммедом, і тому сприймають його як перелюбство. У свою чергу шиїти-імаміти вважають недоведеними факти скасування цього різновиду шлюбу пророком, а скасування халіфом Умаром незаконе, оскільки сам Умар з їх точки зору був лише узурпатором. За мусульманським переказом, що міститься у Табарі, скасування Умаром тимчасового шлюбу викликало заперечення з боку Алі. Останній сказав: «Якщо б Омар не заборонив шлюбу мут'а, то бідняк не впадав би в перелюб».